# کتابخانه استاندارد سی
کتابخانه استاندارد سی (به انگلیسی: C standard library) اشاره به کتابخانه استاندارد زبان برنامه‌نویسی سی دارد که توسط استاندارد آنسی سی تشریح شده‌است. از آنجا که آنسی سی توسط سازمان بین‌المللی استانداردسازی به تصویب رسیده بود، گاهی به آن کتابخانه ایزو سی هم گفته می‌شود. این کتابخانه توابع، ماکروها، نوع داده‌ها و امکانات دیگری را دربرمی‌گیرد که برای مدیریت رشته‌ها، محاسبات ریاضی، پردازش ورودی/خروجی، اختصاص حافظه و دیگر سرویس‌های سیستم‌عامل مورد استفاده قرار می‌گیرند.

## بی‌اس‌دی لیب‌سی
بی‌اس‌دی لیب‌سی یک پیاده‌سازی از کتابخانه استاندارد سی است که در سیستم‌عامل‌های مبتنی بر بی‌اس‌دی نظیر فری‌بی‌اس‌دی، اوپن‌بی‌اس‌دی و نت‌بی‌اس‌دی استفاده می‌شود. منشأ این کتابخانه سیستم‌عامل ۴٫۴بی‌اس‌دی است که در سال ۱۹۹۴ منتشر شد. پیاده‌سازی بی‌اس‌دی لیب‌سی تعدادی فایل سرآیند و تابع اضافه دارد که جزء استاندارد آنسی سی نیستند و در دیگر پیاده‌سازی‌ها مانند کتابخانه سی گنو وجو ندارند:
- فایل sys/tree.h که شامل پیاده‌سازی از درخت سرخ-سیاه و درخت اسپلی است.[۱]
- فایل sys/queue.h که شامل پیاده‌سازی از لیست پیوندی و صف می‌باشد.[۲]
- تابع fgetln()‎ در فایل stdio.h که برای خواندن یک فایل به صورت خط به خط استفاده می‌شود.[۳]
- فایل fts.h که شامل توابعی برای پیمایش یک ساختار دایرکتوری بکار می‌رود.
- فایل err.h که شامل توابع و ماکروهایی برای کار با پیام‌های خطا است و برای چاپ کردن پیغام خطاهای قالب‌بندی شده‌استفاده می‌شود.[۴]
- db.h شامل توابعی برای کار با پایگاه داده برکلی دی‌بی
- توابع strlcpy()‎ و strlcat()‎ در فایل string.h که جایگزین ایمنی برای strncpy()‎ و strncat()‎ هستند.
- و تعدادی تابع و ماکرو پراکنده دیگر
- فایل vis.h که دربرگیرنده توابع و ماکروهایی نظیر vis()‎ است. به کمک این تابع می‌توان نویسه‌های غیرقابل چاپ را به فرمی قابل نمایش بر روی صفحه، چاپ کرد.

علاوه بر آن، هنوز برخی از توابع برای کار بر روی اعداد مختلط پیاده‌سازی نشده‌اند.